# Mytilus edulis
Mytilus edulis (el seu nom significa "musclo comestible") és una espècie de mol·lusc bivalve de la família Mytilidae.

## Distribució
Es troba a les costes de l'Atlàntic nord de Nord-amèrica i Europa i en altres aigües temperades o polars del món.

## Hàbitat
Aquesta espècie viu a la zona entre marees enganxat a les roques o en altres substrats durs mitjançant una estructura forta, una mica elàstica, i filamentosa que secreten per unes glàndules situades al peu del musclo.

## Descripció
La conquilla és tova amb línies de creixement concèntriques. És de color porpra, blava i de vegades marronosa, ocasionalment amb bandes radials.

## Usos

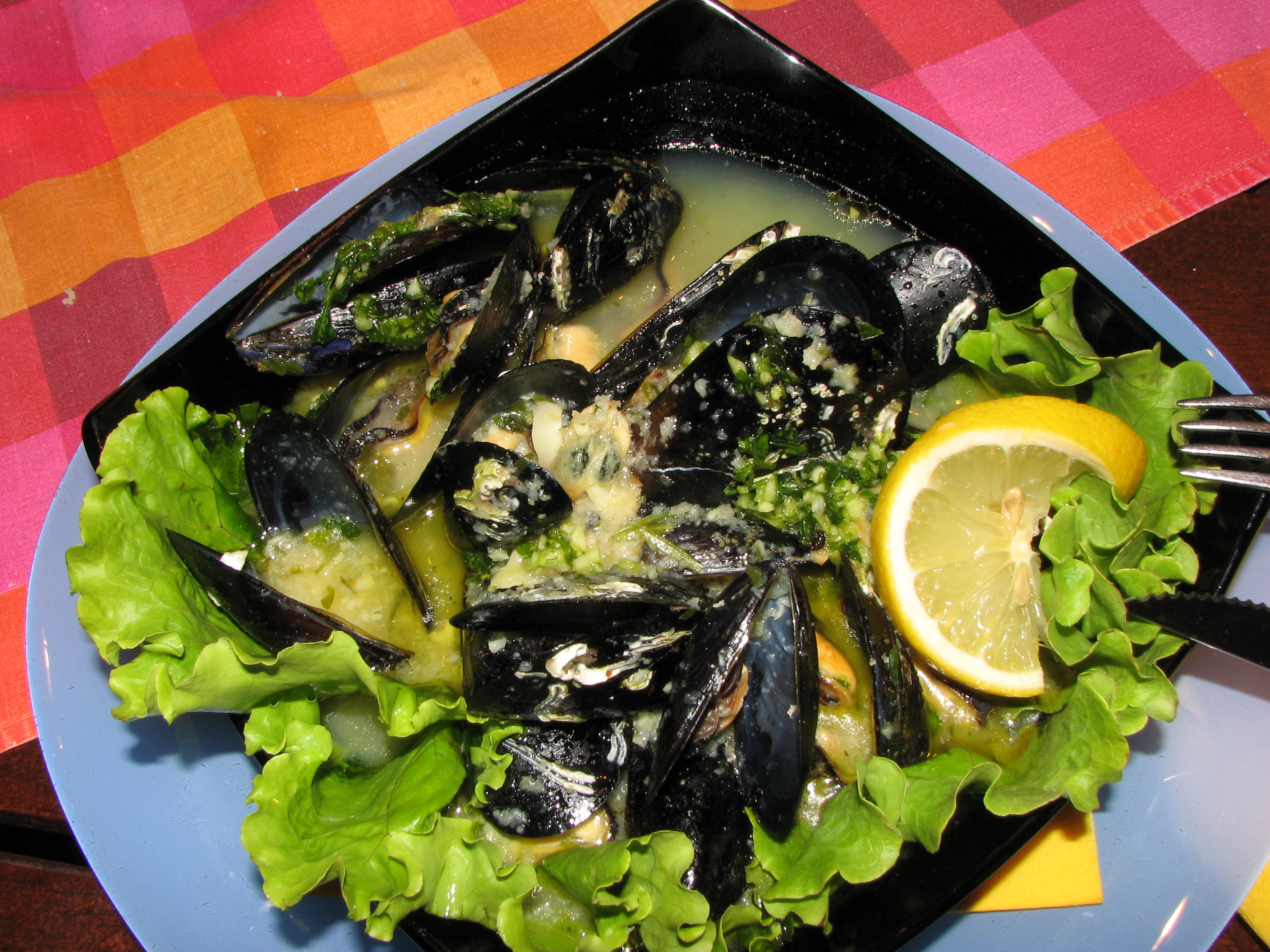
MUsclos bullits a Croàcia.

Es cultiva en mitilicultura o es recull silvestre a les platges. També es fa servir com a animal de laboratori.

## Predadors
Les estrelles de mar com Asterias vulgaris i Nucella lapillus en són els principals depredadors

### Galeria

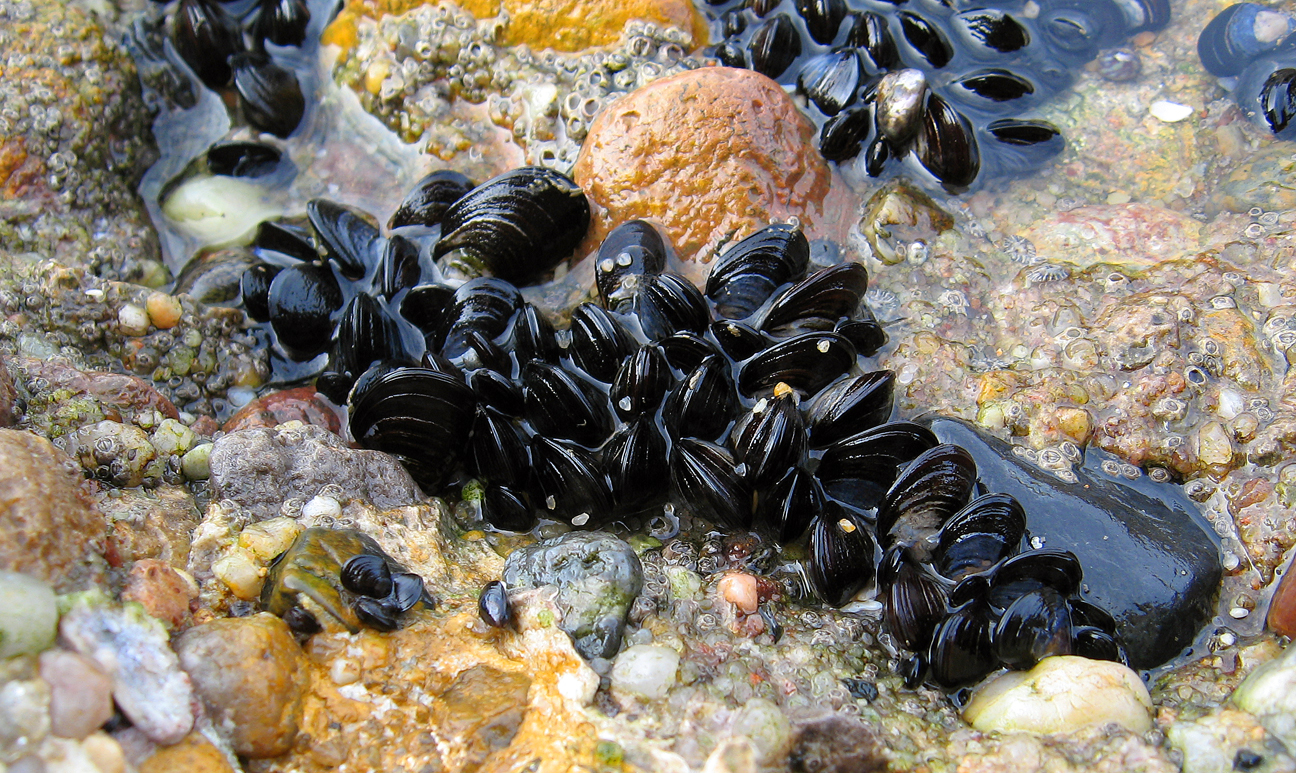
Musclos vius en roca
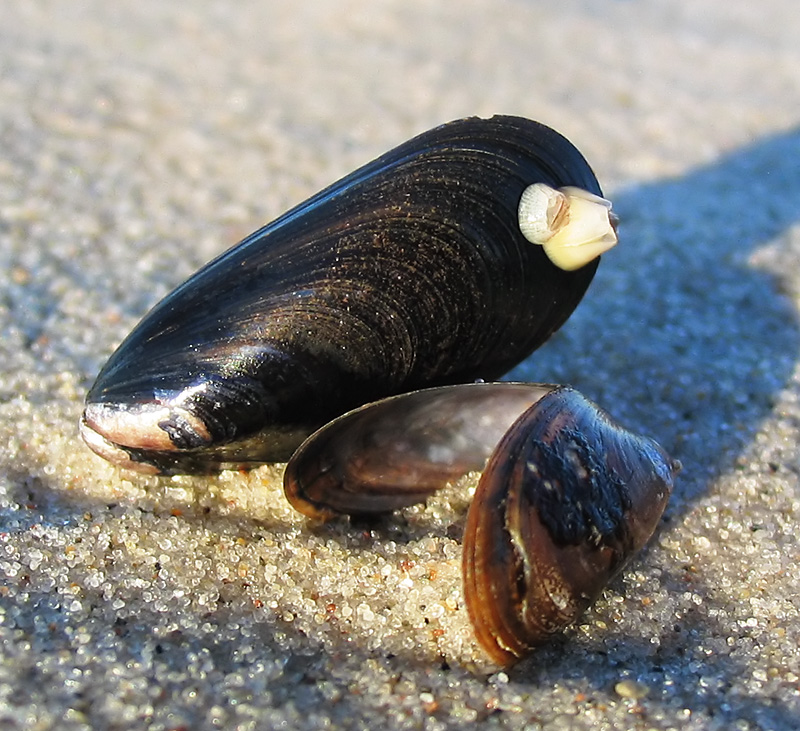
Closques buides al Bàltic
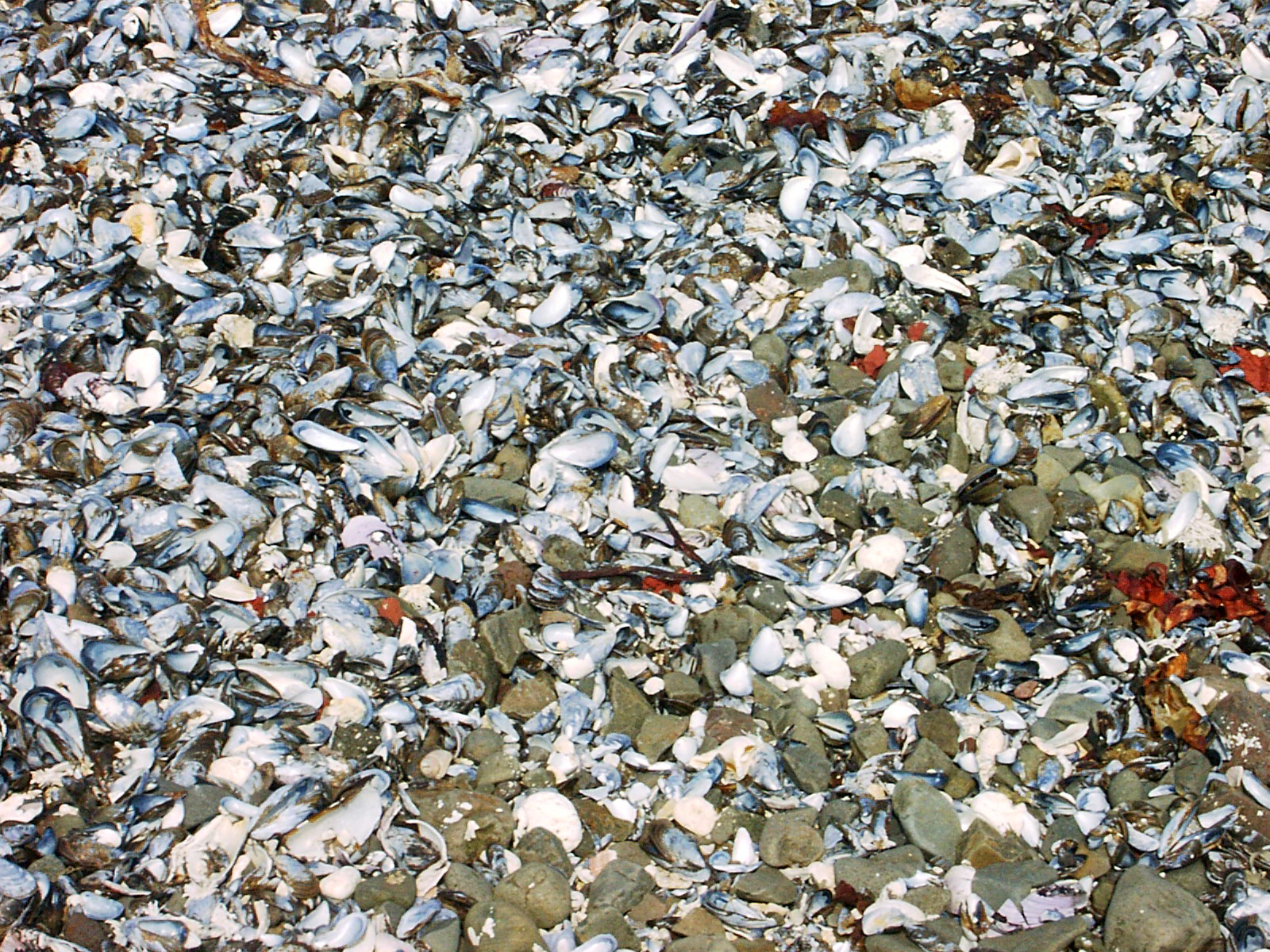
Nombroses closques a Islàndia
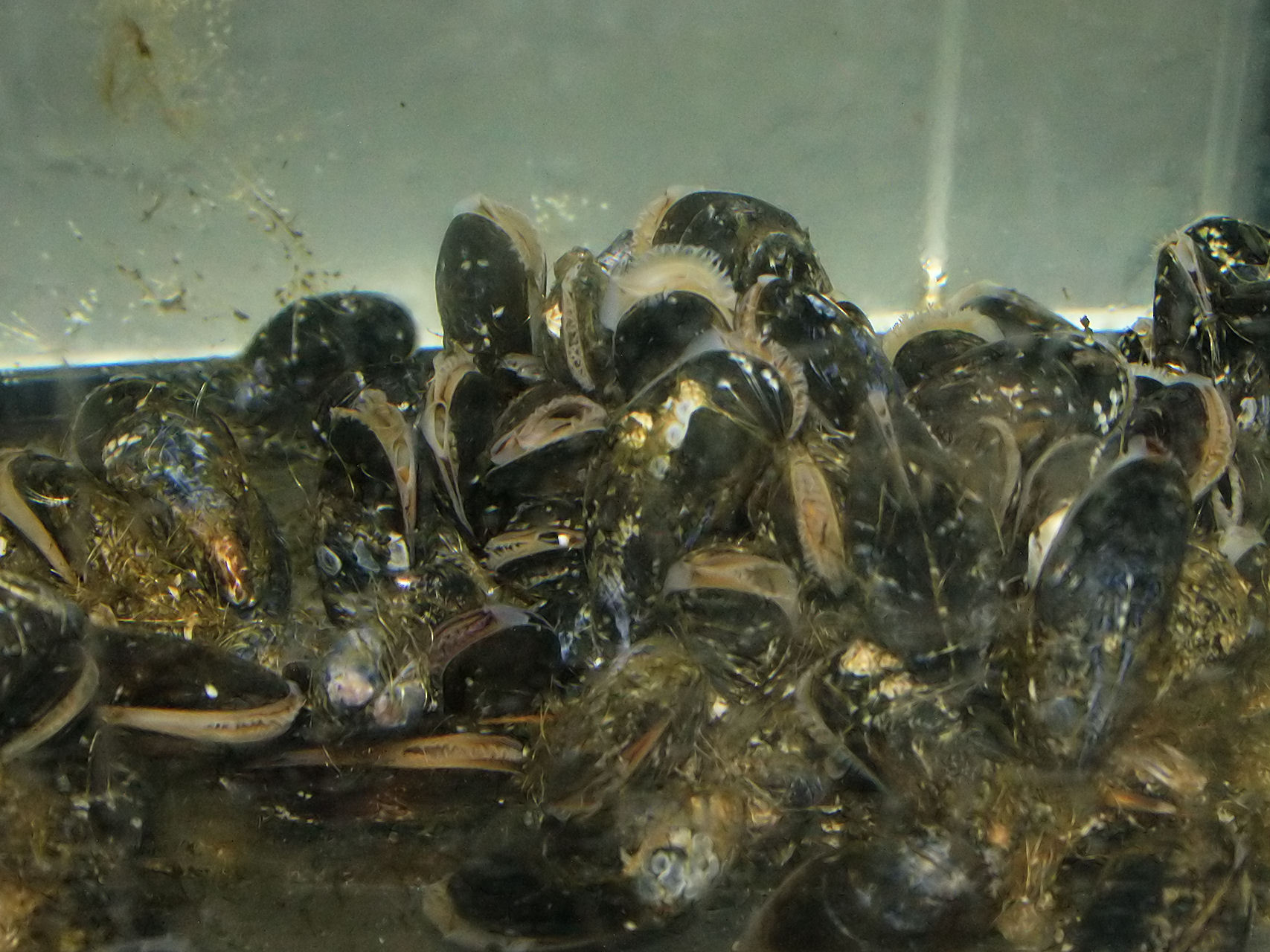
Musclos vius